# 1938 en Ontario
Chronologie de l'Ontario
- 1934
- 1935
- 1936
- 1937
- 1938
- 1939
- 1940
- 1941
- 1942

Cette page concerne des événements d'actualité qui se sont produits durant l'année 1938 dans la province canadienne de l'Ontario.

## Politique
- Premier ministre : Mitchell Hepburn (Parti libéral)
- Chef de l'Opposition: George Stewart Henry puis Vacant (Parti conservateur)
- Lieutenant-gouverneur: Albert Edward Matthews (en)
- Législature: 20e (en)

## Événements

### Décembre
- 3 décembre : le Diocèse de Hearst est maintenant érigé.

## Naissances
- 9 janvier : Claudette Boyer (en), député provincial d'Ottawa-Vanier (1999-2003) († 16 février 2013).
- 10 janvier : Frank Mahovlich, joueur de hockey sur glace.
- 13 janvier : William B. Davis, acteur.
- 17 mai : Stuart Lyon Smith (en), chef du Parti libéral de l'Ontario.
- 11 juin : Andrew S. Brandt (en), chef du Parti progressiste-conservateur de l'Ontario par intérim.
- 18 juillet : Helen Gardiner (en), philanthrope († 22 juillet 2008).
- 29 juillet : Peter Jennings, journaliste et présentateur de la télévision († 7 août 2005).
- 1er août : Noble Villeneuve, député provincial de Stormont—Dundas—Glengarry (en) (1983-1999) († 28 février 2018).
- 25 août : Colin Thatcher (en), député provincial de Thunder-Creek (en) en Saskatchewan (1975-1984) et meurtrier.
- 28 août : Paul Martin, 21e premier ministre du Canada et premier franco-ontarien à diriger le pays.
- 28 octobre : Gary Cowan (en), golfeur.
- 17 novembre : Gordon Lightfoot, auteur-compositeur-interprète, poète et chanteur folk.
- 26 novembre : Rich Little, acteur, scénariste et producteur.

## Décès
- 20 février : William Alves Boys, député fédéral de Simcoe-Sud (1912-1925) et Simcoe-Nord (1925-1930) (° 9 juillet 1868).
- 23 mars : Thomas Walter Scott, premier ministre de la Saskatchewan (° 27 octobre 1867).
- 24 avril : John Wycliffe Lowes Forster (en), artiste (° 31 décembre 1850).
- 7 mai : Frederick Cronyn Betts, député fédéral de London (1935-1938) (° 4 juillet 1896).